# 斯大孝
斯大孝（1939年7月—），男，浙江东阳人，中华人民共和国政治人物，曾任浙江省公安厅厅长，浙江省人大常委会副主任、党组副书记。